# Xã Maple Grove, Quận Saginaw, Michigan
Xã Maple Grove (tiếng Anh: Maple Grove Township) là một xã thuộc quận Saginaw, tiểu bang Michigan, Hoa Kỳ. Năm 2010, dân số của xã này là 2.668 người.